# Treffynnon

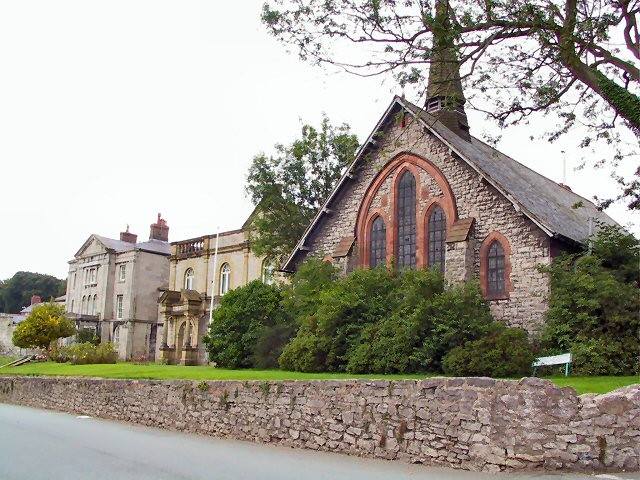
Capella a Treffynnon

Treffynnon (anglès: Holywell) és una localitat del nord-est de Gal·les de 9.800 habitants, que forma part del comtat de Flintshire (comtat preservat: Clwyd). Està situada al llarg de l'estuari del riu Dee (que algun quilòmetre més endavant desemboca a la badia de Liverpool) i en l'àrea al voltant del Greenfield Valley Heritage Park.

## Etimologia
El topònim Holywell significa literalment "font sagrada" i és degut a la font dedicada a Santa Winfreda de Gal·les, lloc de pelegrinació considerada una de les "set meravelles" de Gal·les.

## Localització
Treffynnon es troba entre Rhyl i Queensferry (respectivament a sud-est de la primera i a nord/nord-oest de la segona), gairebé davant de les ciutats angleses de Liverpool i Port Sunlight (situades al llarg de la riba oposada del riu Dee).

## Evolució demogràfica
Al cens del 2011, Treffynnon tenia 9.808 habitants. En el del 2001 n'havia tingut menys, uns 9.312, i en el del 1991 uns 9.761.

## Arquitectura
El centre històric de Treffynnon té una seixantena d'edificis classificats.

### Edificis i llocs d'interès

#### Abadia de Basingwerk
A la rodalia de Treffynnon s'alcen les ruines de l'abadia de Basingwerk, una abadia cistercenca fundada l'any 1131 probablement per Ranulf, senyor de Chester.
|  |

#### Font de Santa Winfreda
Entre les antigues possessions de l'abadia, hi havia la font de Santa Winfreda (St Winifred's Well), esmentada com un lloc important de pelegrinació des del 1115.
|  |

#### Panton Place
Un altre lloc d'interès de Treffynnon és Panton Place, un complex de 16 edificis construït el 1816 per Paul Panton Jr. (1758–1822), que va ser xèrif de Flintshire el 1815.

## Esport
- Holywell Town Football Club, equip de futbol[7]